# Neobrachyceraea obscuripennis
Neobrachyceraea obscuripennis är en tvåvingeart som först beskrevs av Krober 1913.  Neobrachyceraea obscuripennis ingår i släktet Neobrachyceraea och familjen stekelflugor. Inga underarter finns listade i Catalogue of Life.